# Judenkopfgroschen

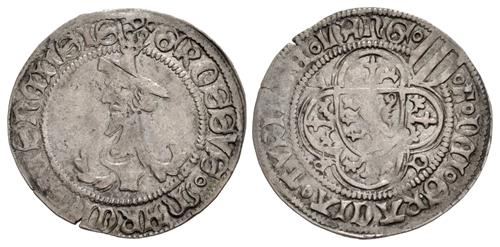
Judenkopfgroschen (Oberwähr), Münzstätte Freiberg (Silber, 2,82 g, Durchmesser 28 mm, Krug 764)

Der Judenkopfgroschen, mitunter auch als Bärtichter Groschen bezeichnet, ist ein unter Kurfürst Friedrich II. dem Sanftmütigen von Sachsen (1428–1464) nach der Münzordnung von 1444 bis etwa 1451 geprägter Oberwährgroschen der sächsischen Groschenzeit. An diesem Projekt beteiligte sich auch sein Bruder Herzog Wilhelm III. der Tapfere (1445–1482). Der Münzname ist vom Münzbild mit der Meißner Helmzier mit dem Mannskopf, dem sogenannten „Judenkopf“, abgeleitet. Zur damaligen Zeit mussten Juden eine ähnliche Kopfbedeckung tragen.

## Münzgeschichte

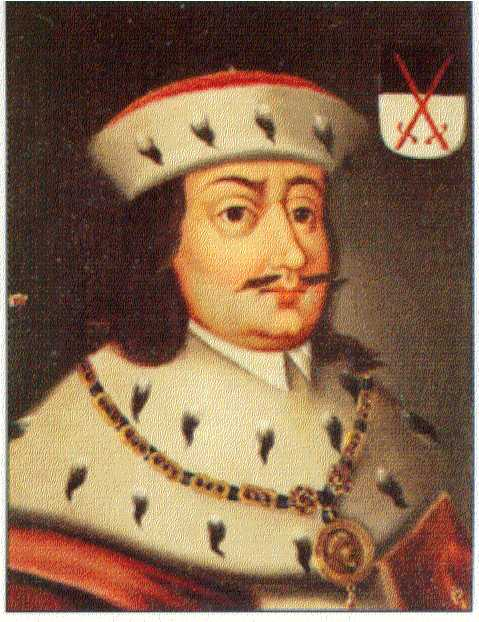
Kurfürst Friedrich II. der Sanftmütige ließ erstmals Oberwährgroschen (Judenkopfgroschen) prägen.

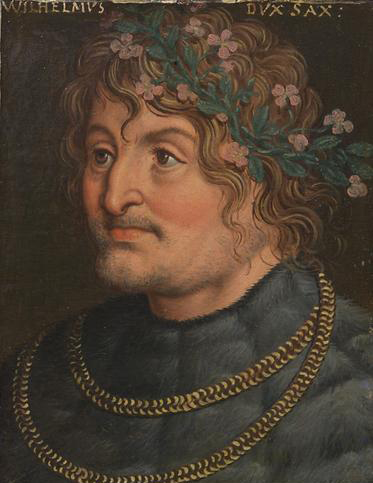
Herzog Wilhelm III. der Tapfere beschloss gemeinsam mit seinem kurfürstlichen Bruder die „große sächsische Münzreform“.

Die Währungsgestaltung musste der veränderten Lage auf dem allgemeinen Goldmarkt angepasst werden. Am 17. März 1444 wurde unter Kurfürst Friedrich II. dem Sanftmütigen die „große sächsische Münzreform“ durchgeführt. Sie brachte neuartige Gepräge hervor, unter anderem die „Judenköpfe“.
Geschaffen wurde eine doppelte Silberwährung, die damals Oberwähr und Beiwähr genannt wurde. Als Oberwähr wurden guthaltige sogenannte Judenkopfgroschen geprägt. Sie hatten einen Wert von
- 1 Judenkopfgroschen = 9 Pfennige = 12 neue Heller = 18 alte Heller = 1⁄20 rheinischer Gulden

- 20 Judenkopfgroschen = 26 Schildgroschen = 60 Neue Schockgroschen = 1 rheinischer Gulden (nach der Münzordnung von 1444)[6]

Die Beiwähr bestand aus bisherigen Schildgroschen zu 7½ neuen Pfennigen oder 15 Hellern. Von diesen Schildgroschen ergaben 26 einen rheinischen Gulden. Außerdem wurden für den kleinen Zahlungsverkehr Sechshellergroschen im Wert von drei Pfennigen geprägt.
Die Judenkopfgroschen führten schon damals diesen Beinamen. Eine Urkunde von 1451 bestätigt das:

„fünftzen schock guter nuwer schildichter groschen adir jodenkopphe […], der zwentzig einen rinischen gulden gelden noch rechter lantwere.“

(- fünfzehn Schock guter neuer Schildgroschen oder Judenköpfe […], deren zwanzig einen rheinischen Gulden gelten, nach rechter Landwährung.)
In v. Schrötters Wörterbuch der Münzkunde ist die Benennung dieser Groschen mit folgender Erklärung angegeben:

„Judenkopfgroschen, Judenköpfe […] jodenkopphe […] werden die […] Meißner Groschen mit einem Helm, der einen Kopf als Helmschmuck trägt, genannt. Dieser ist bärtig und mit einem eigentümlich spitzen Hut mit einer großen Pfauenfeder dargestellt, weswegen der gemeine Mann in ihm einen Judenkopf sah. Die Kopfbedeckung ist ähnlich der, die zu dieser Zeit von Juden als unterschiedliches Merkmal von den Christen getragen werden musste.“

Obwohl die Regierung den Gebrauch der Doppelwährung durch umfangreiche Veröffentlichungen erläuterte, war es dem einfachen Untertan nahezu unmöglich, sich in die Umrechnungen hineinzufinden. Die Schwierigkeiten wurden noch dadurch vergrößert, dass die alten Währungen  weiterhin zugelassen waren. Auch die Entscheidung, bei welchem Kauf die hohe Währung  (Judenkopfgroschen) gerechtfertigt war, konnte der Durchschnittsbürger nicht treffen. Ein großes Durcheinander in Handel und Wandel war die Folge.
Bereits 1451, nach der Beendigung des Bruderkrieges, wurde die Doppelwährung aufgegeben. Die Stabilisierung der Groschenwährung durch die Münzreform von 1444 mit neuen hochwertigen Groschen der Oberwähr, den Judenkopfgroschen, und einer Beiwähr war gescheitert.
Anmerkung: Friedrich der Sanftmütige führte 1457 nochmals eine Oberwähr mit sächsischen Turnosegroschen und eine Beiwähr mit wertgeminderten bisherigen Schildgroschen unter dem neuen Namen „Schwertgroschen“ durch. Das führte schließlich zum endgültigen Scheitern der Doppelwährung. Erst mit den von 1465 bis 1469 geprägten Horngroschen wurden übersichtliche Währungsverhältnisse geschaffen.

## Münzbeschreibung
Die Judenkopfgroschen des Kurfürsten Friedrichs II. des Sanftmütigen von Sachsen wurden in der Münzstätte Freiberg ohne Münzmeisterzeichen und in der Münzstätte Zwickau mit dem Münzmeisterzeichen 6-strahliger Stern geprägt. In Freiberg war in der Zeit dieser Prägungen Hans Borner bis 1449 und danach Nikolaus Monhaupt als Münzmeister tätig, in Zwickau Jürge Silberborner.
Der abgebildete silberne Oberwährgroschen hat einen Durchmesser von 28 Millimeter und wiegt 2,82 Gramm.

### Vorderseite
Die Vorderseite zeigt das mit einem Löwenschildchen schräg belegte Blumenkreuz im Vierpass, darüber den Landsberger Pfahlschild.
- Umschrift: F(riedericus)•DEI•GRACIA•T(h)VRING(iae)•LAN(d)G(gravius)•[14]
  - Übersetzung: Friedrich von Gottes Gnaden Landgraf von Thüringen.

Die Groschen Wilhelms III., Herzog von Sachsen und Landgraf von Thüringen, unterscheiden sich in der Umschrift von den Groschen seines Bruders Friedrich. Das „F“ am Anfang der Umschrift ist durch ein „W“ ersetzt. Wilhelm ließ in Freiberg und in der Gotha Judenkopfgroschen prägen.

### Rückseite
Die Rückseite zeigt die Meißner Helmzier mit dem Mannskopf, dem sogenannten Judenkopf.
- Umschrift: GROSSVS•MARCh(ionis)•MISnENSIS[15]
  - Übersetzung: Groschen des Markgrafen von Meißen.[16]